# Anna Pakuła-Sacharczuk
Anna Zofia Pakuła-Sacharczuk (ur. 10 sierpnia 1956 w Płońsku) – polska polityk, filozof, urzędnik samorządowy, posłanka na Sejm RP V kadencji.

## Życiorys
Ukończyła studia z zakresu filozofii na Katolickim Uniwersytecie Lubelskim. W latach 80. pracowała jako instruktor teatralny i dyrektor w domach kultury. Później została zatrudniona w urzędzie miasta w Rzeszowie. Uzyskała członkostwo w organizacji „Rodzina Rodzin” Stowarzyszenie na rzecz Rodzin Wielodzietnych oraz w Stowarzyszeniu Dziennikarzy Polskich.
Z listy Prawa i Sprawiedliwości w wyborach parlamentarnych w 2001 bezskutecznie kandydowała do Sejmu, a w wyborach w 2005 uzyskała mandat posła z okręgu rzeszowskiego liczbą 8675 głosów. W wyborach parlamentarnych w 2007 bez powodzenia ubiegała się o reelekcję.
W 2020 odznaczona Srebrnym Krzyżem Zasługi.